# Josef Pech
Josef Pech (5. srpna 1849 Nový Rychnov – 25. července 1902 Nový Rychnov) byl rakouský a český rolník a politik, na přelomu 19. a 20. století poslanec Českého zemského sněmu.

## Biografie
Vystudoval gymnázium v Jihlavě a Německém Brodě a pak absolvoval na Karlo-Ferdinandově univerzitě v Praze filozofickou fakultu. Připravoval se na dráhu středoškolského pedagoga, ale nemohl najít pracovní místo a tak se roku 1876 po smrti otce ujal správy rodinného hospodářství. Byl starostou rodného městyse. Coby starosta byl uváděn již k roku 1895, stejně tak k roku 1897. Zasedal i v okresním výboru.
Profesí byl poštmistrem. Byl předsedou sboru dobrovolných hasičů v Novém Rychnově.
V 90. letech 19. století se zapojil i do zemské politiky. Ve volbách v roce 1895 byl zvolen v kurii venkovských obcí (volební obvod Pelhřimov, Pacov, Kamenice nad Lipou) do Českého zemského sněmu. Politicky patřil k mladočeské straně.
Zemřel v červenci 1902.